# El Puig (Vilanova de Prades)
El Puig és una muntanya de 1.075 metres que es troba al municipi de Vilanova de Prades, a la comarca de la Conca de Barberà.